# Dinis Alves da Silva
Dinis Alves da Silva, nasceu a 23 de outubro de 1955 na freguesia de São João de Ver, concelho de Santa Maria da Feira e foi um ciclista de Portugal que com 18 anos conseguiu ser um dos jovens mais promissores do ciclismo nacional. Classificando-se em segundo na Volta ao Estado de S. Paulo (Brasil) em 1973 e em segundo  lugar na Volta a Portugal de 1974, vindo a falecer prematuramente em 6 de março de 1975, em Lisboa, vítima de doença incurável.

## Carreira desportiva
- 1973, Ambar, Portugal
- 1974-1975, Sport Lisboa e Benfica, Portugal

## Palmarés
- Um segundo lugar Volta ao Estado de S. Paulo (Brasil) de 1973.
- Um segundo lugar na Volta a Portugal de 1974.
- Um primeiro lugar na etapa 19 (Manteigas-Torre) da Volta a Portugal de 1974.